# Křížová cesta (Klášterská Lhota)
Křížová cesta v Klášterské Lhotě na Trutnovsku se nachází v centru obce. Je chráněna jako nemovitá Kulturní památka České republiky.

## Historie
Křížová cesta vede kolem kaple Nejsvětější Trojice. Je tvořena sloupky z červeného pískovce, přibližně 1,5 metru vysokými, s nízkým podstavcem, kapličkou s mělkou nikou a stříškou. Sloupky jsou rozmístěny na louce kolem kaple do tvaru obdélníka a čelem směřují ke kapli. Dochovalo se devět zastavení.

### Kaple Nejsvětější Trojice
Kaple Nejsvětější Trojice byla postavena roku 1825. Původně se jednalo o zděnou stavbu, která byla roku 1905 přestavěna a rozšířena o dřevěnou hrázděnou přístavbu lodi s patrovou kruchtou. Na tuto přístavbu věnoval majitel jilemnického panství hrabě Harrach dřevo. Hlavní loď s kruchtou s harmoniem se nachází v dřevěné přístavbě, v kamenné části je umístěn oltář.
Po roce 1945 kaple chátrala, roku 1999 byla uskutečněna její celková obnova.

## Galerie

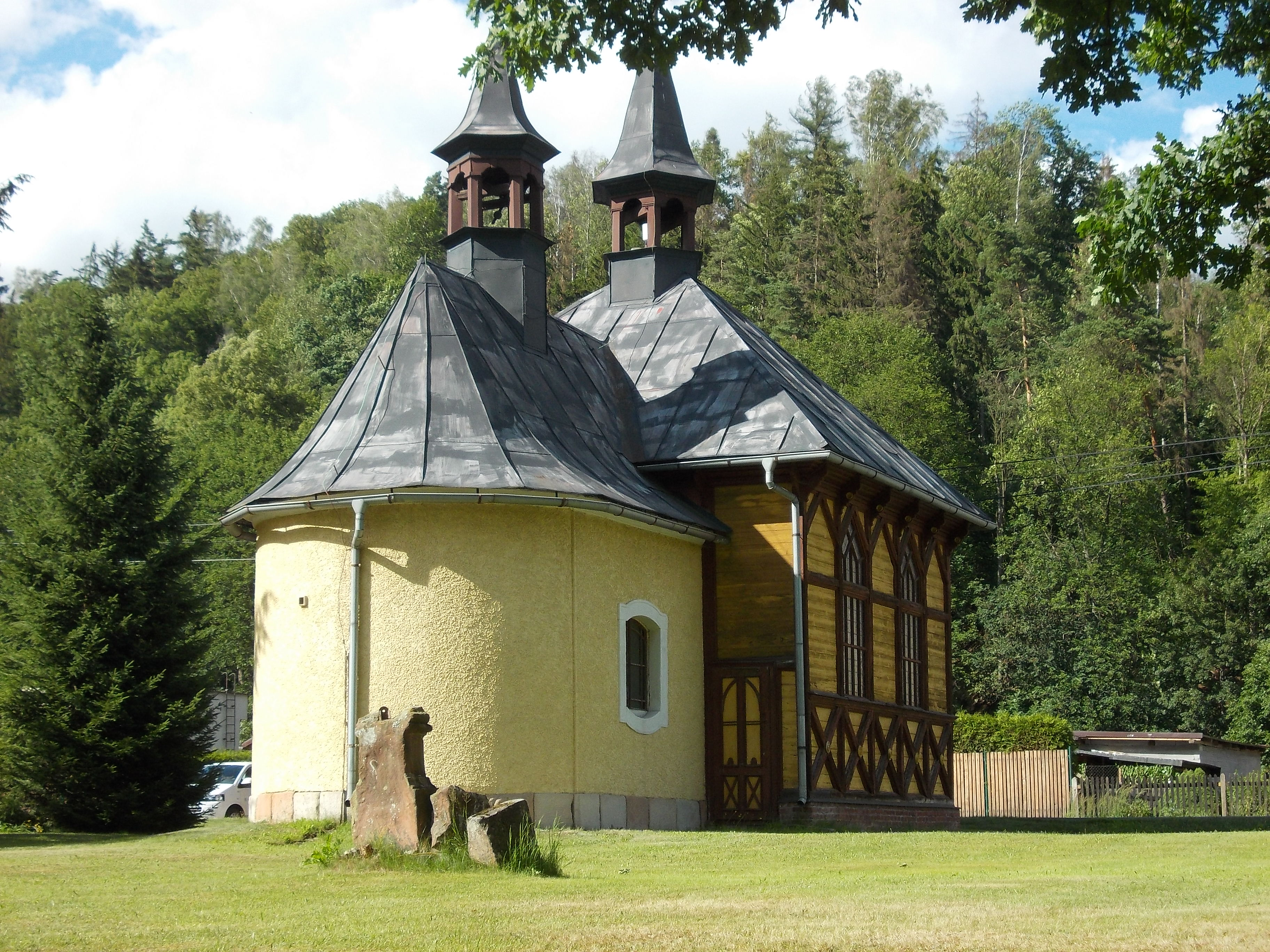
Hrázděná kaple - pohled od jihu, v popředí jedno zastavení křížové cesty